# Uniformes del Ejército Imperial Japonés
Los uniformes del Ejército Imperial Japonés tendían a imitar los uniformes de aquellos países que eran los principales asesores del Ejército Imperial Japonés en ese momento.

## Uniformes azules

### Versión de 1867

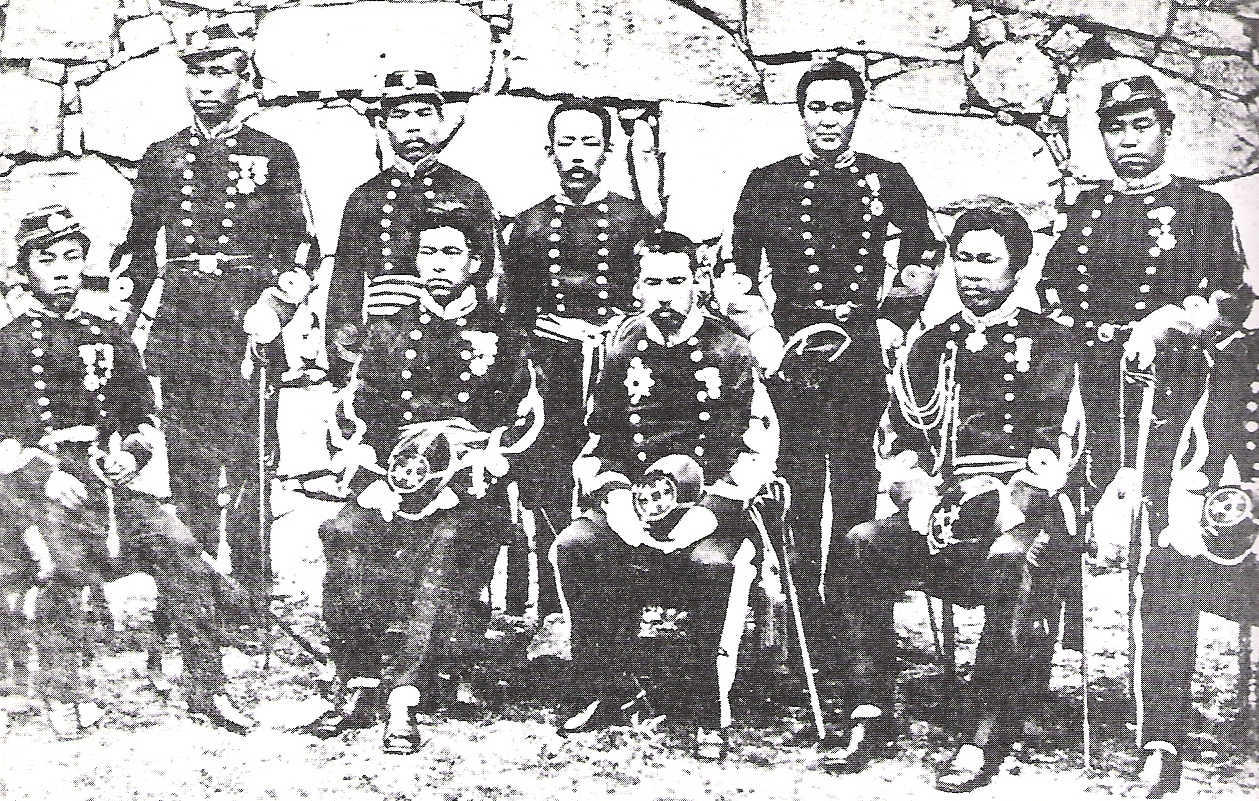
Soldados del Ejército Imperial Japonés durante la Rebelión de Satsuma (Guarnición de Kumamoto, 1877).

El color inicial del primer uniforme era azul oscuro, siguiendo el estilo francés contemporáneo y se asemejaba al del Ejército de la Unión de la Guerra Civil Americana.

### Versión de 1886
Parecido al uniforme dunkelblau M1842/M1856 del Ejército Imperial Alemán, la túnica azul marino con una pechera de pieza única o tenía un cuello bajo y sin bolsillos. Se usaba con pantalones rectos a juego y un kepi (rojo para la Guardia Imperial) en el que se usaba una estrella de bronce con cinco puntas. Después de la guerra franco-prusiana, el kepi fue reemplazado por una gorra de pico plano y el cuello de la túnica se volvió más alto. Los bolsillos se agregaron a las túnicas de los oficiales al final de su edición.

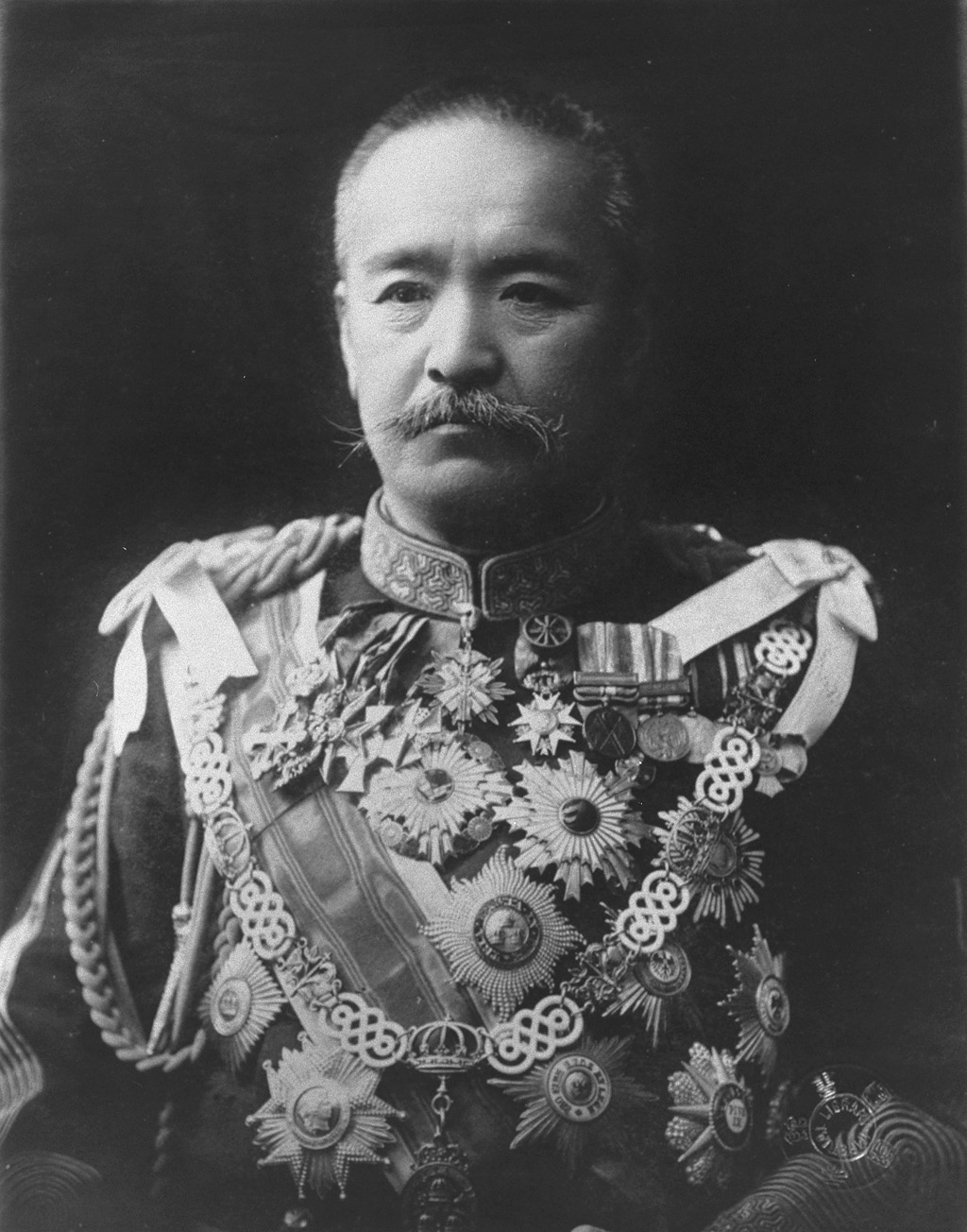
El General Katsura Tarō en 1886 con uniforme azul.

Los uniformes de la infantería tenían franjas rojas en los cuellos de la túnica, tirantes y rayas en el pantalón. La infantería de línea tenía bandas amarillas y ribetes en sus gorras, mientras que la infantería de la Guardia Imperial se distinguía por el rojo. Las costuras de los pantalones para ambas ramas de infantería tenían franjas rojas anchas. La artillería tenía franjas amarillas en sus uniformes azul oscuro. El color de la rama para los ingenieros fue marrón oscuro, verde para médicos y azul claro para las unidades de transporte. Las finanzas, la administración y otros servicios de apoyo tenían caras blancas.

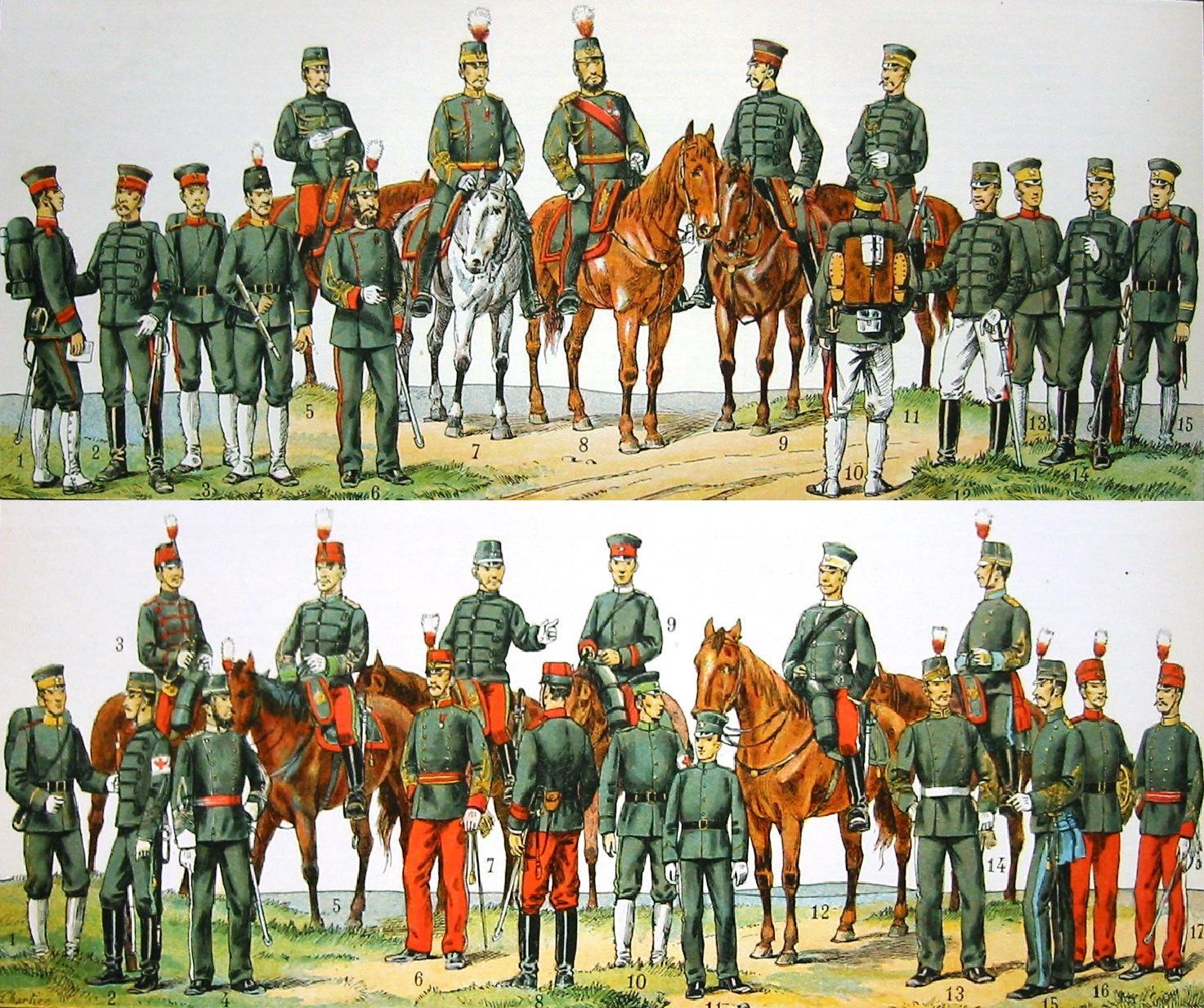
El Ejército Imperial Japonés en 1900. El color del uniforme debe ser azul oscuro, no gris-verde como se muestra en esta impresión descolorida.

Se usó un shako azul oscuro (rojo para las unidades de la Guardia Imperial) con un penacho blanco corto para el vestido completo. Sin embargo, el tocado de servicio ordinario y de servicio activo era una forma de gorra de pico con una corona estrecha, algo parecido al kepi francés de la época.
Se utilizó un uniforme ligero de algodón blanco para tareas de fatiga y desgaste tropical. En climas cálidos, los pantalones blancos y las gorras se usaban con las trajes azul marino. Los leggings de tela blancos fueron usados por personal no montado con uniformes blancos y azules hasta 1906.

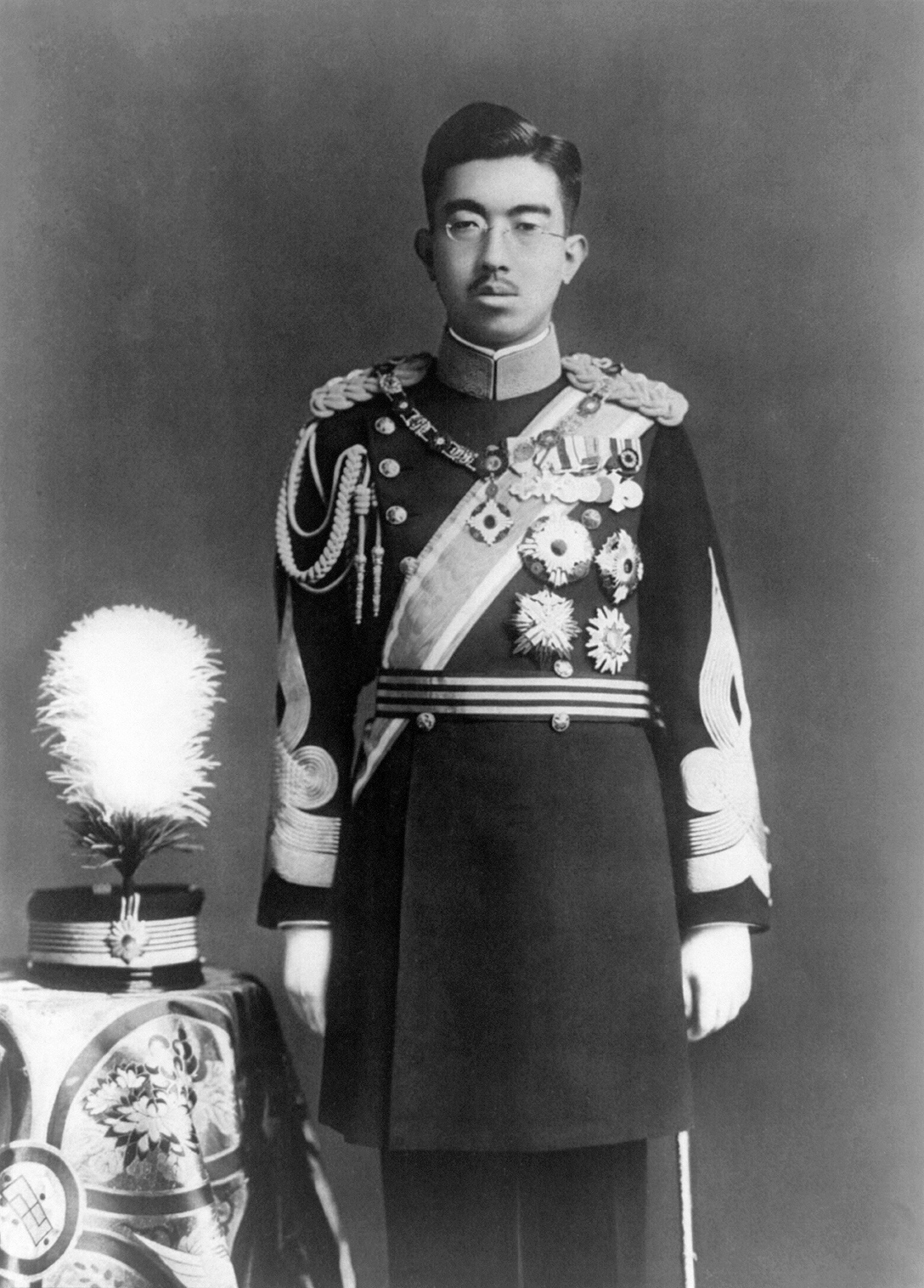
El emperador Hirohito con un traje cruzado de 1886 con doble botonadura.

Los oficiales superiores podrían usar una versión más larga y doble de la túnica en traje de gala. Otras características incluían elaborados nudos austriacos (trenzas doradas en los puños según el rango), cinturones, cordones dorados y plumas en el traje kepi. Para las tareas ordinarias y el servicio activo, los oficiales de todos los rangos llevaban un dolmán azul oscuro trenzado en negro. En 1904 esto fue reemplazado por una túnica azul oscuro de patrón más simple.
Los regimientos de caballería llevaban una chaqueta corta atila con trenzado estilo húsar transversal en amarillo (rojo para la caballería de la Guardia Imperial). Los calzones eran rojos. El color de la rama de caballería era verde y en 1905 este color apareció tanto en los cuellos como en las rayas de los calzones. Al igual que con las otras ramas de la Guardia Imperial, la caballería se distinguió por bandas rojas y tuberías en sus tapas de servicio. Los pantalones rojos también fueron usados por las bandas del ejército y por la Policía Militar (Kenpeitai).
El uniforme azul oscuro adoptado en virtud del Reglamento de 1886 se mantuvo con solo algunas modificaciones menores hasta 1905. Como tal, se usó durante los primeros meses de la guerra ruso-japonesa. Poco antes del estallido de la guerra se había introducido un uniforme de verano de color caqui, que se convirtió en un problema general para la infantería de primera línea entre junio y agosto de 1904. La caballería y la artillería se entregaron posteriormente con el nuevo uniforme de color caqui, pero algunas unidades de segunda línea continuaron vistiendo azul oscuro hasta el final de la guerra en septiembre de 1905. Durante el invierno de 1904-05, los uniformes azules más pesados se usaron de nuevo, pero a menudo se colocaron debajo del taladro caqui de verano de ajuste holgado para camuflarse. Las polainas de lona blancas continuaron llevándose sin oscurecer, hasta después de la guerra.
Después de la guerra ruso-japonesa, el ejército japonés adoptó el caqui, el primer ejército importante en descartar el colorido vestido de desfile. Solo los escuadrones de caballería de la Guardia Imperial y los oficiales de todas las ramas estaban autorizados a retener sus uniformes de colores para ciertas ceremonias y eventos sociales, hasta 1939.

## Uniformes caqui

### Uniforme caqui de recluta de 1904

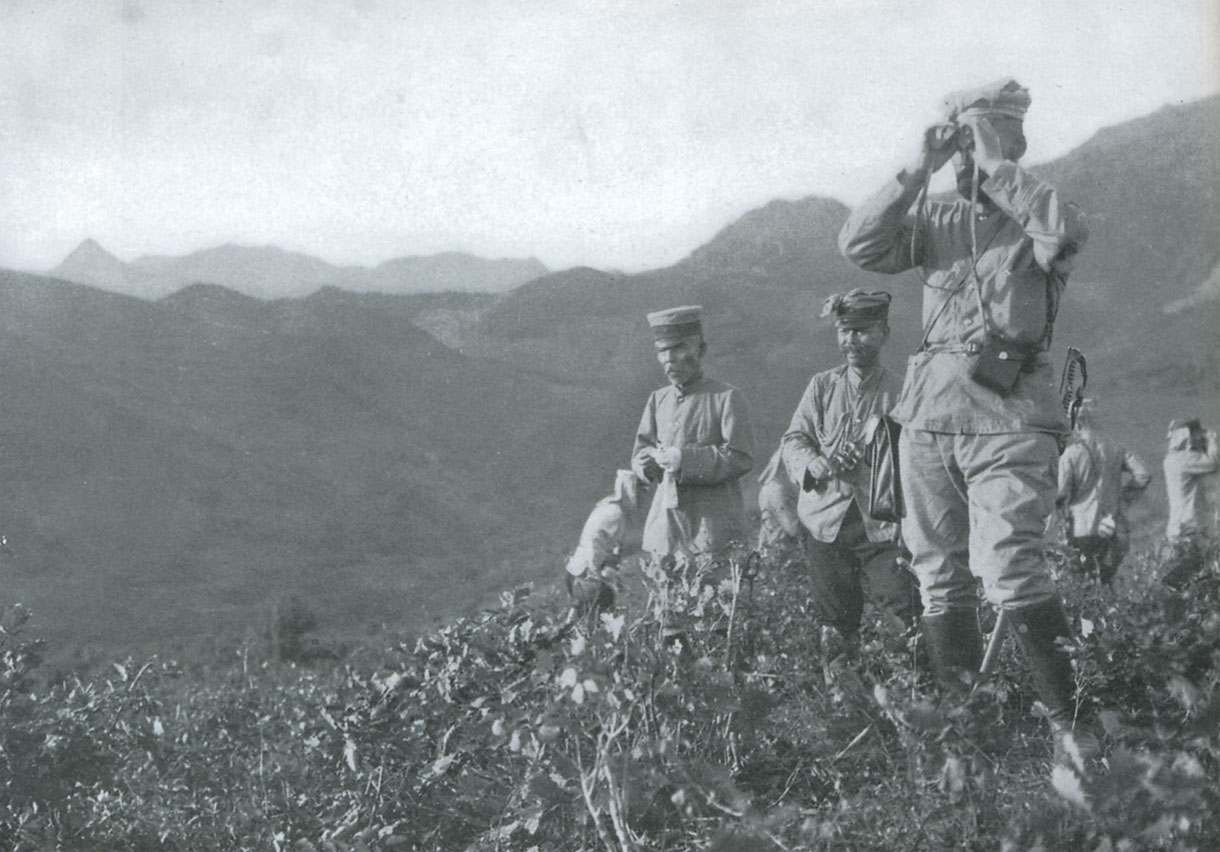
El General Kuroki del EIJ y su Jefe de Estado Mayor vistieron el uniforme de 1904 durante la Batalla de Liaoyang.

Esta era básicamente una versión de algodón de color caqui del uniforme de 1886 con una chaqueta más corta. Apareció por primera vez como un traje de faena en 1900, se emitió como un uniforme para un clima cálido en 1904 para reemplazar la ropa blanca de verano descrita anteriormente. Las ventajas prácticas de la broca de color caqui sobre el azul oscuro se hicieron evidentes en las etapas iniciales de la guerra ruso-japonesa y se convirtió en un problema general para las tropas en servicio activo a medida que las existencias estaban disponibles. En 1906 también se adoptó un uniforme de clima frío y un abrigo color caqui.

### 1911

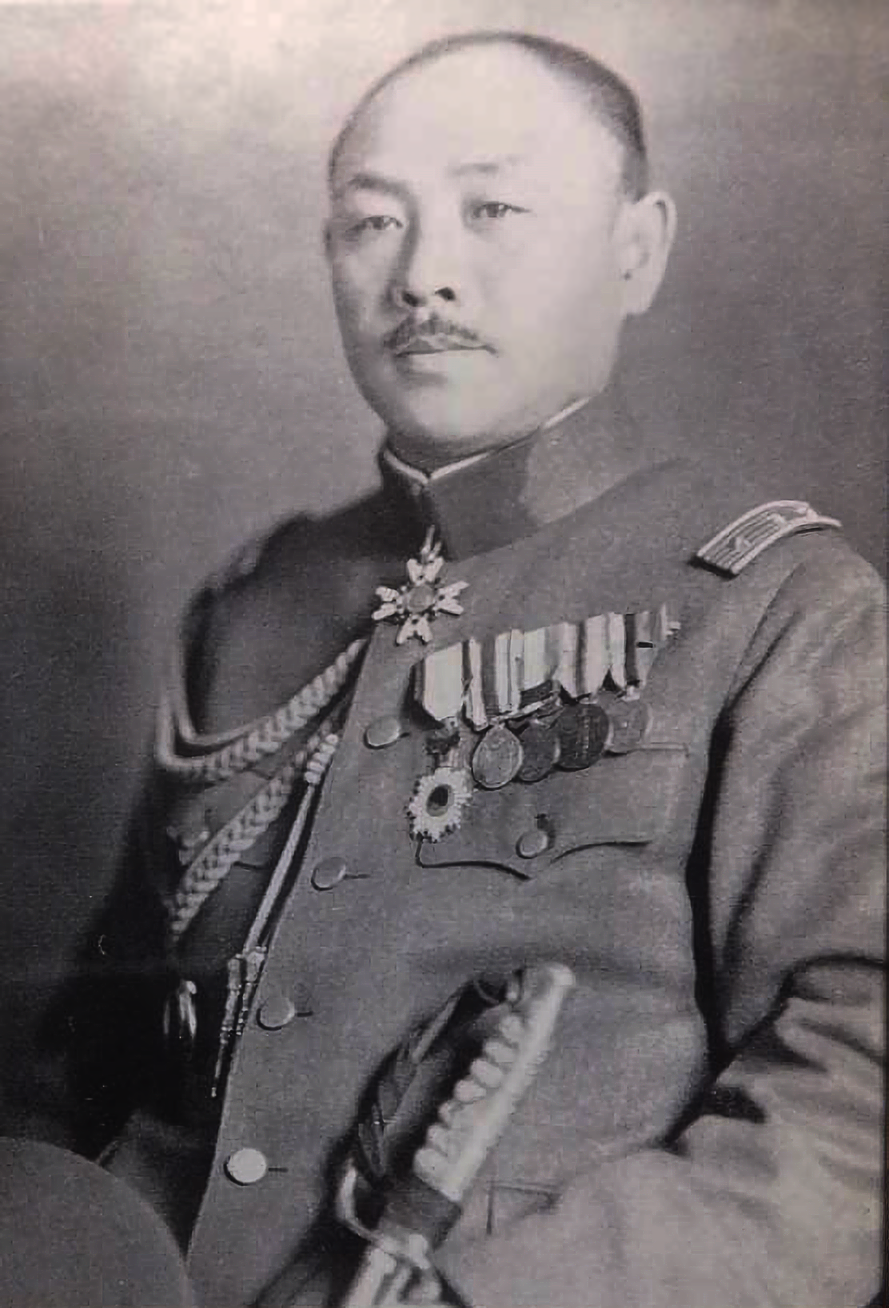
El General Korechika Anami con el uniforme de 1911.

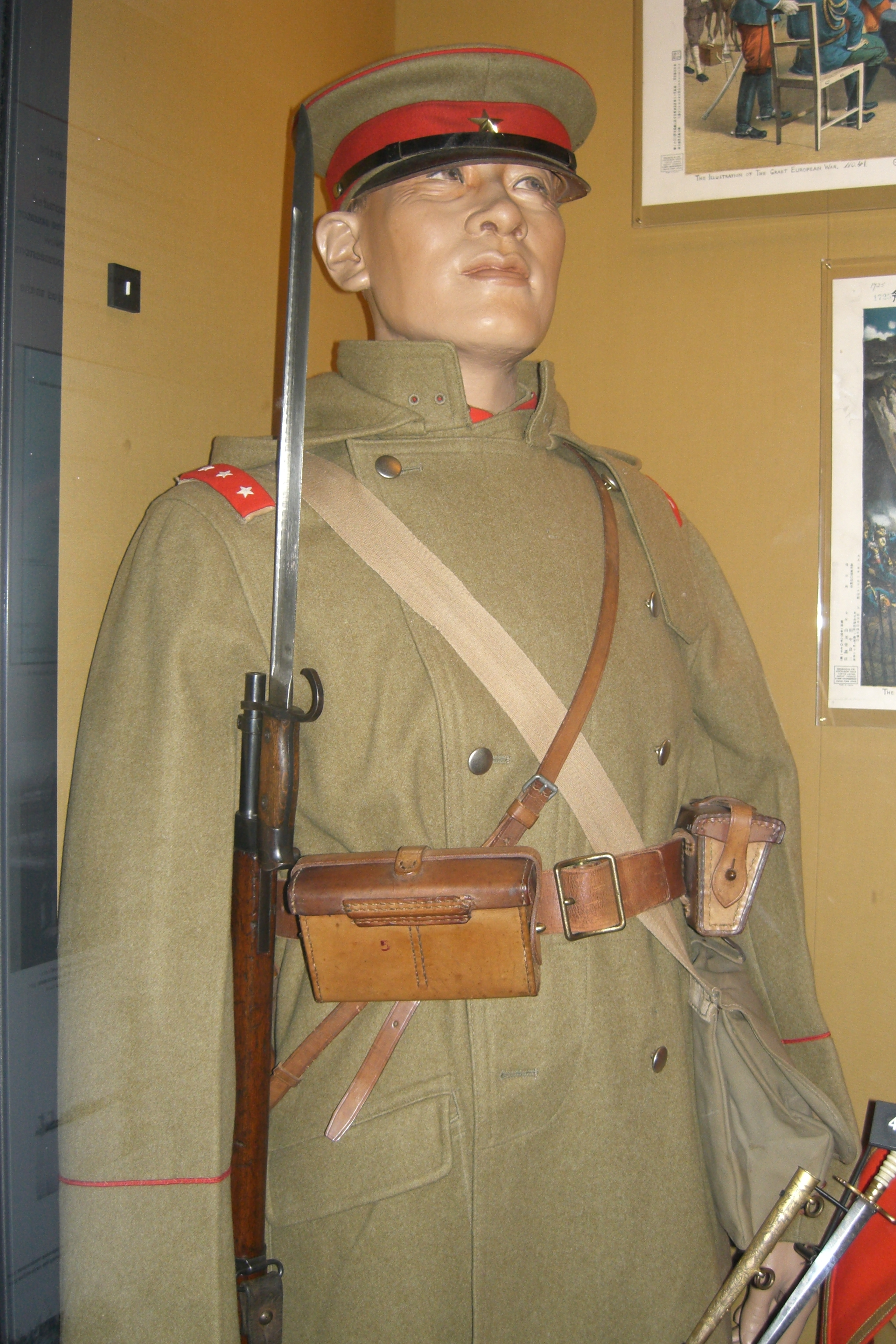
El uniforme del tipo 5 del Ejército Imperial Japonés, usado durante la Primera Guerra Mundial en la expedición a Kiaochow.

El uniforme de 1911 reemplazó al uniforme azul con las excepciones mencionadas anteriormente. La versión de color caqui de 1911 (llamada caqui en el oeste, el color era en realidad un marrón amarillento llamado ocre) del uniforme azul. La nueva gorra de pico plano tenía una banda roja, el cuello de la túnica tenía parches de cuello rojos con cola de golondrina y los hombros tenían barras rojas en los hombros (vea la fotografía al lado) para indicar el rango. El uniforme fue producido en lana para invierno y algodón para ropa de verano.

### 5shiki Gun-i/Tipo 5
El Showa Tipo 5, también llamado uniforme M90 o 2590 o 1930, era básicamente el uniforme de 1911, pero introdujo bolsillos internos en el pecho con solapas festoneadas en la túnica para todas las categorías. Además, los pantalones rectos se reemplazaron posteriormente con pantalones que se usaron con cintas y vendas en espiral de lana.

### 98shiki Gun-i/Tipo 98

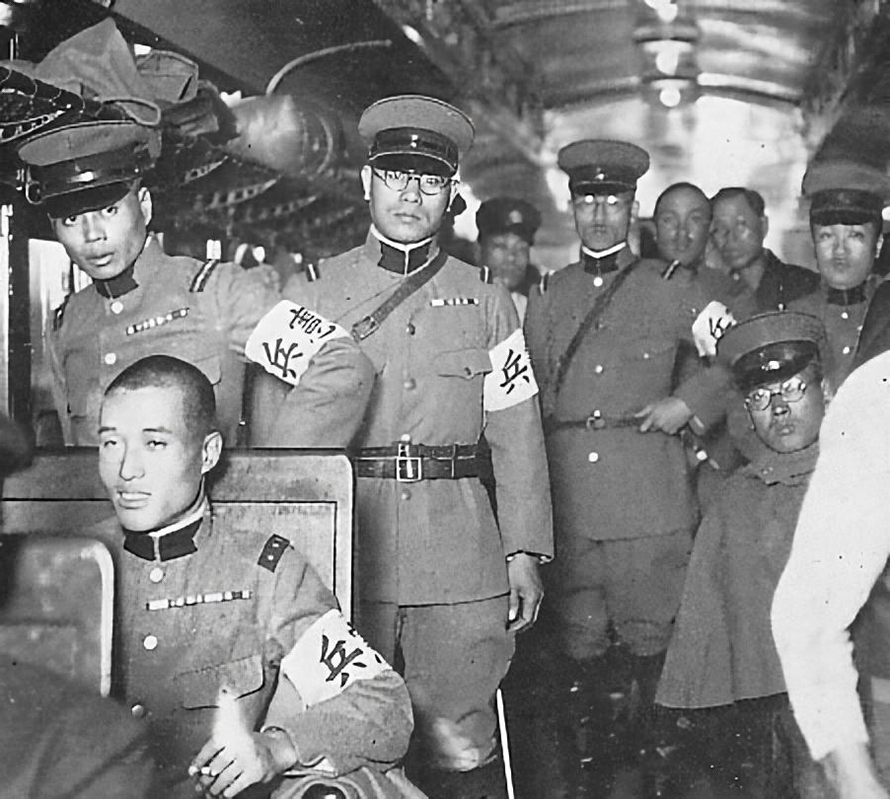
El Kenpeitai a bordo de un tren en 1935.

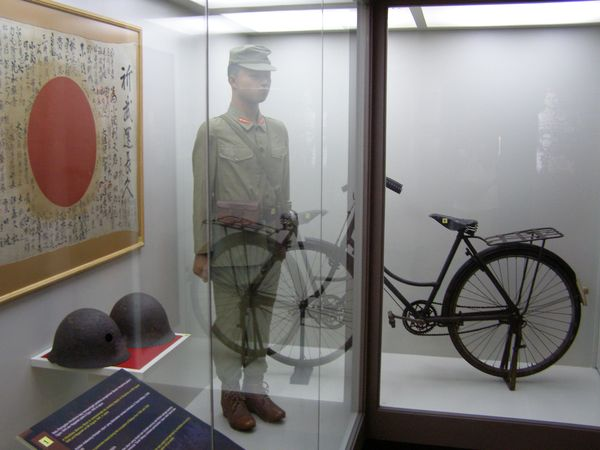
Una exhibición en el Museo Nacional de Historia de Malasia, que muestra el uniforme de los soldados japoneses y una bicicleta que usaron.

El M98 (1938) fue una modificación adicional del uniforme M90. El traje de pechera de una única pieza (98 Shiki-Gun-i) tenía un soporte y un cuello en caída, cinco botones que en el frente y dos, o más generalmente, cuatro bolsillos internos con solapas festoneadas (según el fabricante). Usaron pantalones largos o cortos (Bousyo-ko) como modelo estándar junto con las vendas (Kya-han) y las cintas. Todos excepto las tropas montadas (que llevaban calzones y botas altas de cuero) llevaban este uniforme con botines de cuero, de piel de cerdo o cuero. Las botas (Amiage-gutu) tenían una suela de cuero duro con clavos o tacos de metal o una suela de goma con tacos también de goma. Para fuera del servicio, los soldados podrían usar tabis. Debajo del traje se llevaba una camisa sin cuello de algodón blanco, gris o verde claro (Bousho Jyu-han). Esta tenía uno o dos bolsillos de parche con solapas abotonadas, la mayoría tenía solo un bolsillo en el lado izquierdo. En climas cálidos, con o sin el traje, se podía usar una camisa de algodón de color caqui con cuello alto y caído y dos bolsillos en el pecho. La gorra plana con pico fue reemplazada por una gorra de campo de tela (Sen-bou) con un pico de cuero corto o (más generalmente) de tela. Originalmente producido en caqui, se produjo más tarde en varios tonos verdes que iban desde el verde grisáceo hasta el verde oscuro. La gorra era más que una gorra lateral con pico y se podía usar con una solapa de cuello (Bou-tare), enganchada a la parte inferior para protección solar, hecha de cuatro rectángulos de tela.

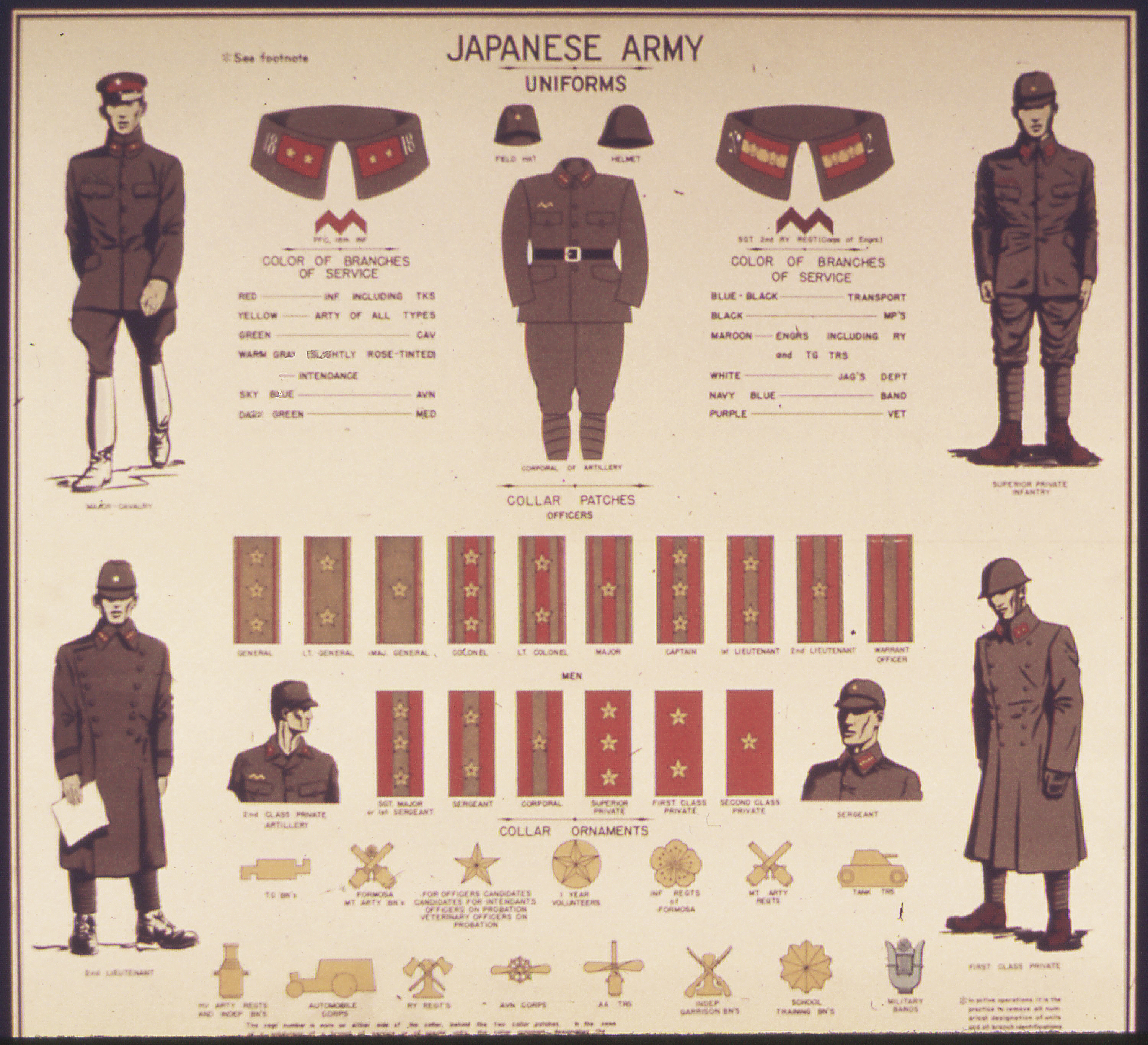
Uniformes del Ejército Imperial Japonés durante la Segunda Guerra Mundial.

### 3shiki Gun-i/Tipo 3

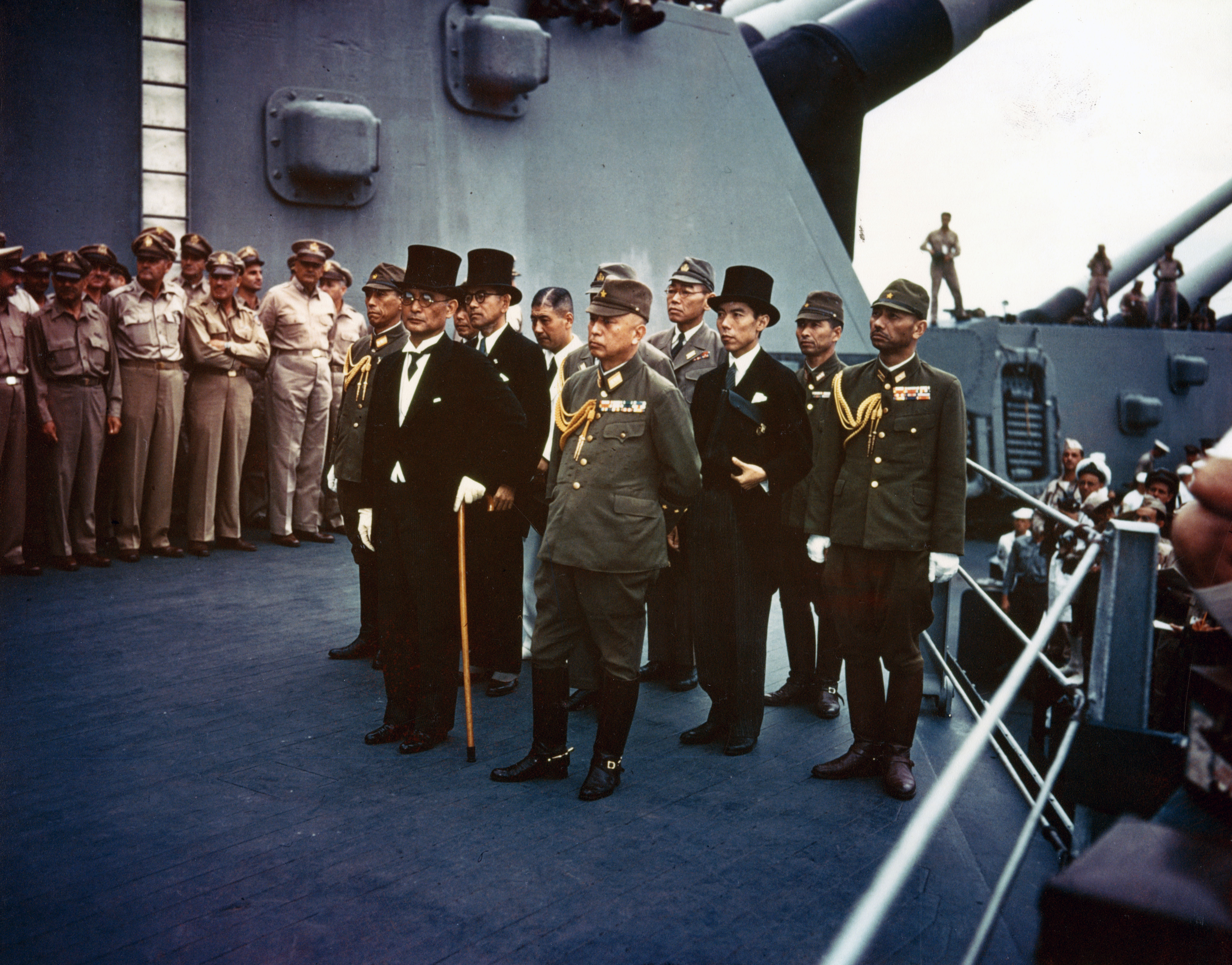
Representantes de Japón a bordo del USS Missouri antes de firmar el Acta de Rendición de Japón. Note los uniformes Tipo 3 de los oficiales del EIJ verde oscuro.

El Tipo 3 era un uniforme de oficiales solamente, se introdujo en 1943 y era similar al Tipo 98, pero estaba hecho de materiales más baratos. También reintrodujo las insignias de los brazaletes para los oficiales que consistían en 1, 2 o 3 franjas de trenza marrón oscuro en o sobre el brazalete para indicar las calificaciones de los oficiales de la compañía, del campo o generales, respectivamente. Fue producido en varios tonos verdes. Los oficiales podrían usar la túnica del uniforme abierta sobre una camisa blanca o verde clara con o sin una corbata negra o verde.

### Uniformes de los oficiales
Los oficiales no solían recibir uniformes, así que tenían que adquirir los suyos, por lo que había una gran variedad en los detalles, el color y la textura de sus uniformes, con colores uniformes que van desde el bronceado (este caso se modifican los antiguos uniformes. Se inició después las 13 reglas de la era Showa ((昭和13年制式) a verde oscuro. Los cuellos eran más altos y rígidos y los materiales eran de mayor calidad. Los oficiales superiores podían obtener y usar una versión cruzada de los uniformes azul y M90. Todos los rangos llevaban una única versión de la pechera del M98. Los oficiales podrían usar pantalones rectos con sus uniformes M98 como un uniforme para salir y luego también podrían usar la túnica con el cuello abierto sobre una camisa verde blanca o gris.

## Prendas de cabeza

### Gorra de servicio
La gorra de servicio color oliva es una gorra en forma de pico similar en forma a la del ejército de los Estados Unidos pero con una corona más pequeña y plana y visera más corta. El ribete rojo corre a lo largo del borde exterior de la corona y la banda para la cabeza tiene una banda roja de fieltro de 1 1/2 pulgada de ancho. En la parte delantera de la banda radiante es una estrella de oro. La gorra de servicio de la Guardia Imperial tiene una corona de hojas semicircular debajo de la estrella. La visera y la correa de la barbilla son de cuero negro en diseño militar estándar.

### Gorra de campaña

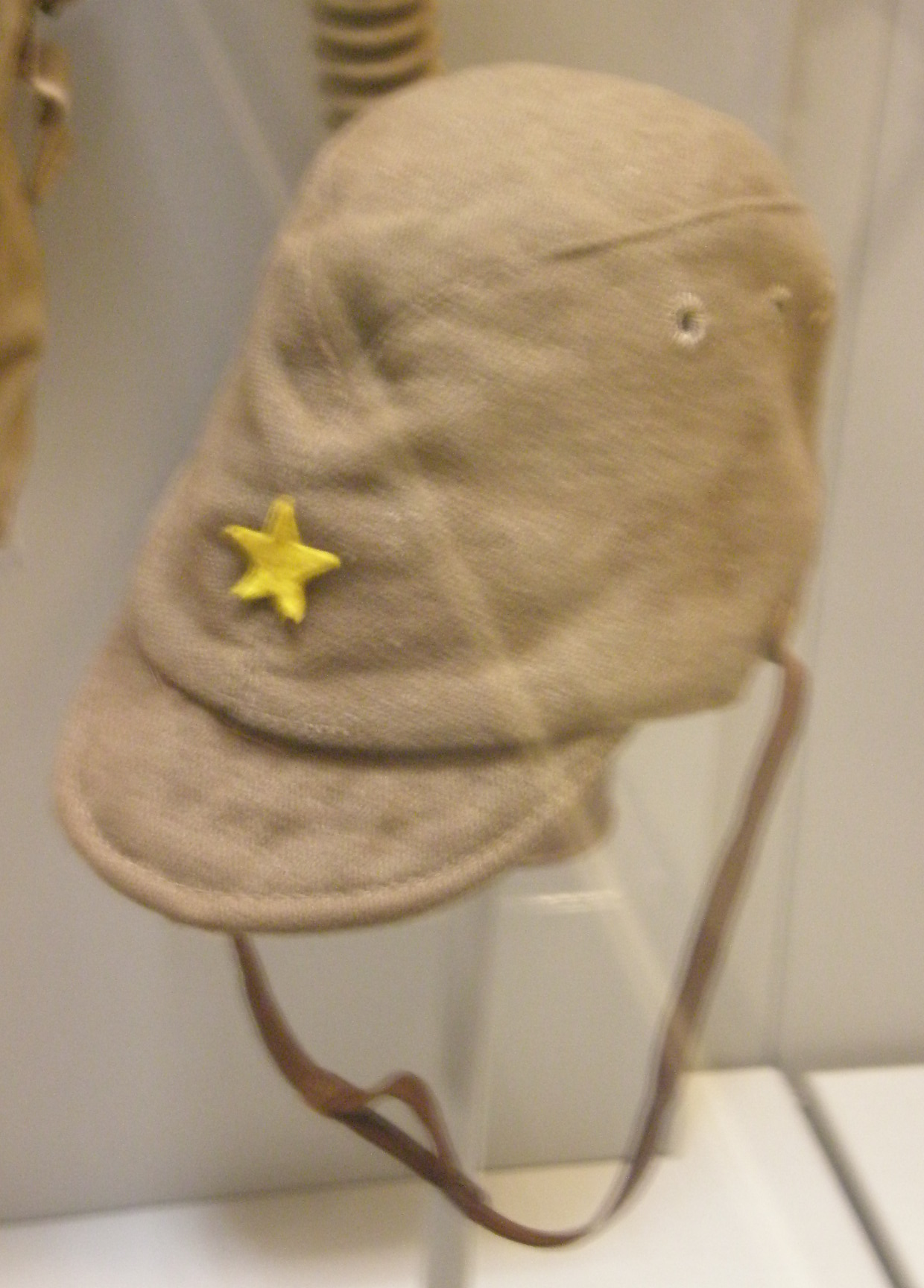
Gorra Senbou de un soldado del EIJ.

El Sen-bou es una gorra de campo de tela con un pico de cuero corto o (más generalmente) de tela. Originalmente producido en caqui, se produjo más tarde en varios tonos verde que van desde el verde grisáceo hasta el verde oscuro. La gorra era más que una tapa lateral con pico y podía usarse con una solapa de cuello (Bou-tare), enganchada a la parte inferior para protección solar, hecha de cuatro rectángulos de tela

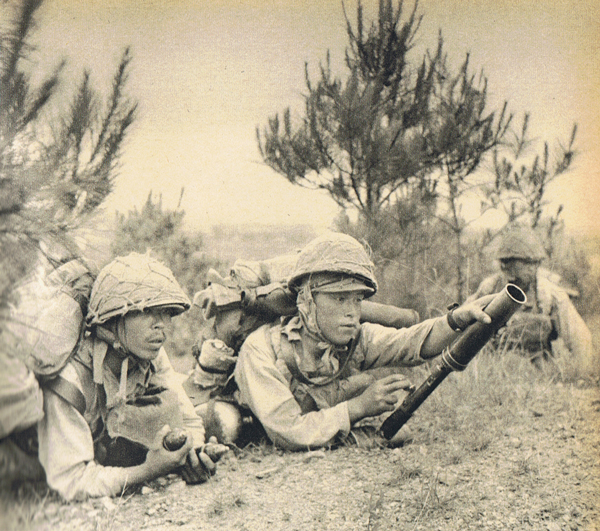
Soldados del EIJ operan el lanzagranadas Tipo 89 mientras usan el casco tipo 92.

### Cascos metálicos
- Casco Adrian - Al igual que en muchos países, el EIJ adoptó y produjo el casco Adrian francés.
- Tipo 92: el casco Adrian fue reemplazado posteriormente por un casco diseñado japonés llamado Tipo 92 (1932). Se llamaba oficialmente tetsubo ("gorra de acero"), pero las tropas lo llamaban tetsukabuto ("casco de acero"). Se hizo en forma de cúpula con un borde corto que sobresale a su alrededor (la versión paracaidista solo tenía un borde corto en la parte delantera). Este casco estaba hecho de un delgado acero inferior de cromo-molibdeno, muchos de los cuales resultaron ser muy frágiles, y fueron fácilmente perforados por metralla y/o disparos. Una estrella (o ancla para la AIJ) fue soldada al frente y el casco y la estrella fueron pintadas en color caqui mostaza. A veces se blanqueaban en invierno. Un forro de lino reforzado con fibra, de dos capas, color caqui o verde oliva, con una estrella amarilla cosida en la parte delantera. El casco fue asegurado a la cabeza por un elaborado conjunto de correas que descienden de las del casco de samurái Kabuto. También se pudo usar sobre una gorra de campo invertida. Las redes de camuflaje se usaron ampliamente sobre el casco, especialmente en el teatro del sur y la campaña en las islas del Pacífico.

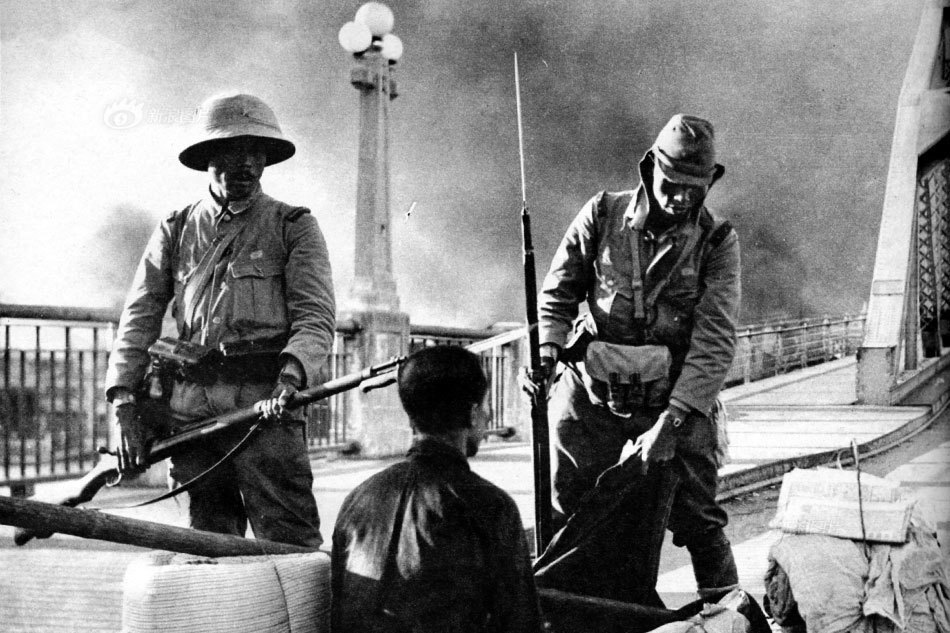
Soldados del EIJ que en un puesto de control en Guangzhou, China, el que está a la izquierda lleva el casco tipo 92.

### Cascos tropicales
El Ejército Imperial Japonés usó dos tipos de cascos para zonas tropicales:
- Tipo 90 - era como el casco de corcho emitido por las potencias imperiales europeas. Tenía un ventilador de metal en la parte superior, un par de ojales de ventilación a cada lado y una correa de cuero marrón. Fue usado principalmente por los oficiales.
- Tipo 92 - Esta fue una versión de corcho del casco de acero Tipo 92. Estaba cubierto con seis segmentos de tela, y varias versiones estaban disponibles. Fue emitido a todos los rangos. Los oficiales usualmente llevaban una cubierta blanca en las de ellos. Un casco similar fue usado por el Viet Cong.

## Otros elementos

### Ropa

El general Tomoyuki Yamashita en uniforme tropical con la camisa blanca que se usa fuera del cuello de la túnica

El Ejército Imperial Japonés emitió capas de una sola botonadura, abrigos, capas y impermeables con capuchas en color caqui.
- Uniformes: los uniformes de algodón blanco se emitieron inicialmente como un uniforme tropical, pero luego, cuando se adoptó un color caqui claro (color canela) como un color de uniforme de clima cálido, los uniformes se usaron originalmente sobre el uniforme estándar para mantenerlo limpio mientras se realiza el trabajo sucio pero más tarde fue usado por sí mismo. Una versión verde oliva de los uniformes blancos se emitió al final de la Guerra del Pacífico.
- Bousyo-i/Tropical: el uniforme de algodón tropical, un diseño similar al M98, estaba inicialmente disponible en color caqui claro o claro, pero fue reemplazado más tarde en la Guerra del Pacífico por versiones en verde medio oscuro. Presentaba cuellos abiertos, aberturas laterales abotonadas debajo de las axilas y parche plisado o bolsillos internos con solapas. Los pantalones pueden ser de largo completo, 3/4 de longitud, o un pantalón de estilo holgado. Las tropas en las islas del Pacífico usualmente llevaban pantalones cortos hasta la rodilla con una camisa ligera de algodón que tenía tres botones delanteros, mangas de 3/4 y bolsillos de parche con solapas. Los oficiales llevaban una camisa tropical de manga corta o larga, ligera, blanca (o blanquecina) con el pantalón verde, y cuando vestían la túnica verde tropical usualmente llevaban el cuello de la camisa por fuera y sobre el cuello de la túnica.
- Kessenfuku (決戦服/戦時服 (Uniforme de batalla decisivo) - Una chaqueta hasta la cintura con dos bolsillos ocultos y dos bolsillos internos con solapas. También tenía un cuello plegable y codos reforzados. Se utilizaron materiales más baratos en la fabricación con muchas variaciones en el material y el color. Se produjeron variantes tanto en invierno como en verano.
- Guardia Imperial: hasta 1939, la caballería de la Guardia Imperial vestía un uniforme de estilo francés que consistía en una túnica de color azul oscuro con trenzas rojas de Brandenburgo, un kepi rojo y pantalones rojos. El kepi rojo tenía un penacho blanco con una base roja. Los miembros fuera de servicio llevaban una túnica azul oscuro con 5 filas de ranas negras de mohair y pantalones azul oscuro con una franja roja en cada costura. Antes de la adopción general del caqui por parte del ejército japonés después de la guerra ruso-japonesa de 1904–1905, se usaba un uniforme de lino completamente blanco en climas cálidos. La Infantería de la Guardia Imperial llevaba un uniforme azul oscuro con leggings blancos para el desfile y la ropa de servicio hasta 1905. Se distinguió de la línea de infantería por una banda roja y una tubería en el tope de servicio (en lugar de amarillo). Tras la adopción de un vestido de color caqui, la Guardia de Infantería usó esto en todas las ocasiones. En el campo se usaba el uniforme básico del ejército. Se usaba con un crisantemo o una estrella en una corona.

### Accesorios
- Los Senninbari eran cinturones de color rojo de 1.000 puntos alrededor de la cintura de los uniformes. Se suponía que debían traer buena suerte, conferir coraje y hacer que el usuario fuera inmune a las balas.
- Hachimaki (鉢巻) es una banda para la cabeza (bandana) estilizada en la cultura japonesa, generalmente hecha de tela roja o blanca, y usada como símbolo de perseverancia o esfuerzo por parte del usuario.
- Shin guntō - El shin guntō (新軍刀), ("Nueva Espada Militar") fue un arma y una insignia de rango utilizada por el Ejército Imperial Japonés entre 1935 y 1945.